# Балачка

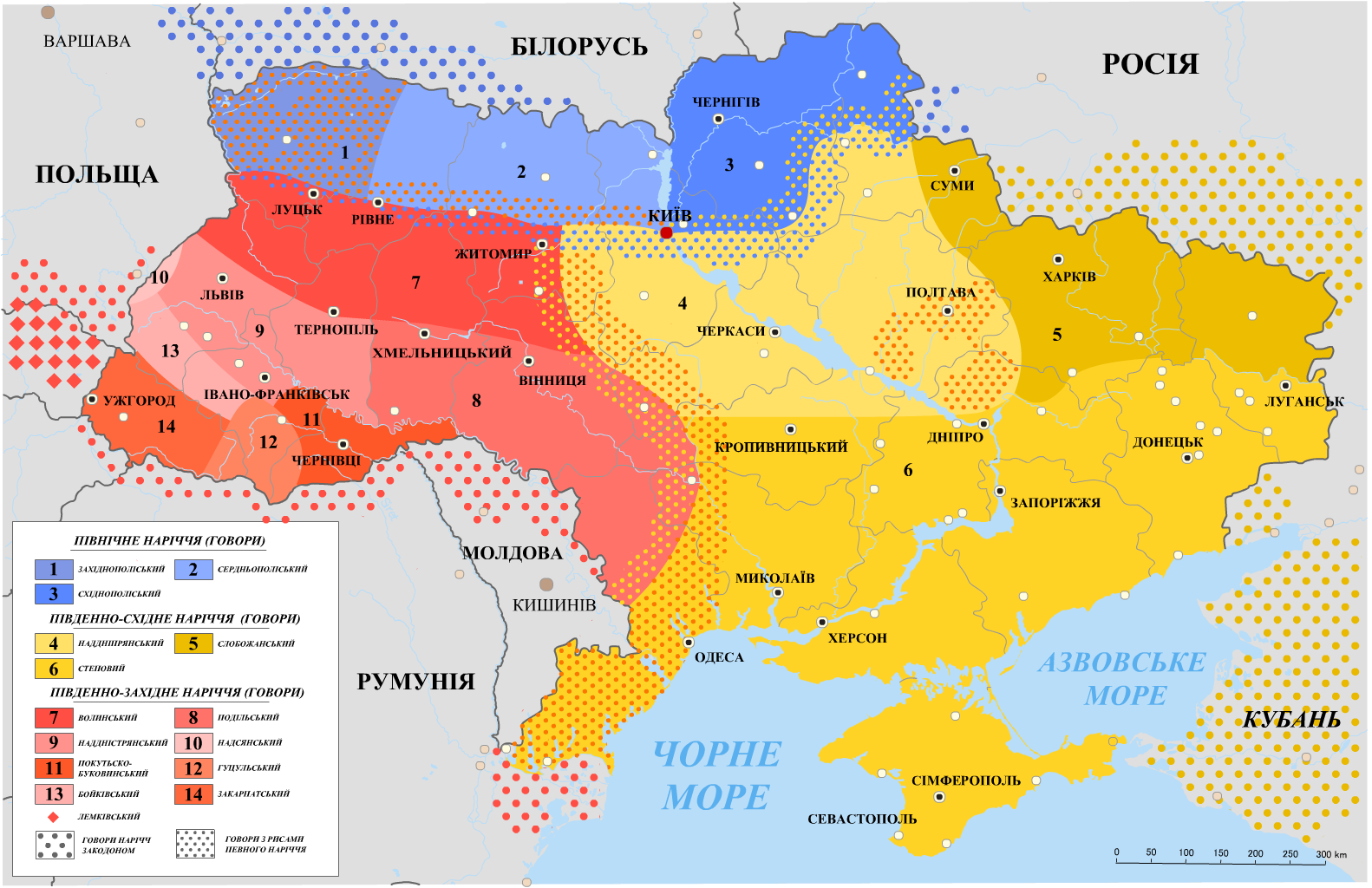
Карта українських наріч і говорів (2005).

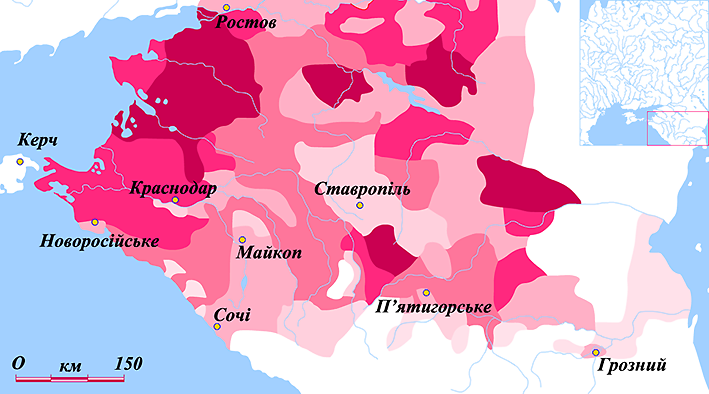
Українці на Кубані, перепис 1926
90-75%
75-50%
50-25%
25-10%
10-5%
5-2%

| 90-75% 75-50% 50-25% | 25-10% 10-5% 5-2% |

Бала́чка — один з деяких різновидів степових говорів української мови, який побутує на Північному Кавказі, на ньому розмовляють кубанські козаки-чорноморці. Слово «балачка» використовується для назви українських говірок, поширених на Кубані (Кубанська народна республіка), Ставропольському краю та  Донщині.

## Історія

Перший словник кубанської балачки «Кубанський говір. Спроба авторського словника» («Кубанский говор. Опыт авторского словаря»), Петро Ткаченко, 1998 р.

Вперше заселення Тамані україномовною громадою відбулося 7 вересня 1792 р. — на Кубань висадилося 3.847 стройових козаків-запорожців під командуванням полковника Сидора Білого. З 1794 р., коли почалася основна міграція на Чорноморію, до 1865 р. з України на Кубань переселили 158.843 українці. Найбільше до Кубанської області емігрувало вихідців з Харківської, Полтавської, Катеринославської та Чернігівської губерній. Друга хвиля переселень козаків — з Задунайської Січі, реєстрового козацтва з Полтавщини та Чернігівщини — відбувалася упродовж 1802–1811 р.р. Від 1809 р. до 1849 р. на Кубань з України було переселено майже 109 тисяч осіб.
Перепис населення 1926 року засвідчив, що на Кубані в той час проживало 1 мільйон 644 тисячі українців, тобто 49,2 % населення. За переписом 2002 р. лише 0,9 % населення Краснодарського краю ідентифікувало себе як українців. Під час цього перепису «козаками» записалися 17.542 особи, інше населення, що має українське походження, записалося росіянами.
Відомим класичним кубанським письменником, який писав українською мовою, є Василь Мова (Лиманський). У XVIII-XX ст. українською писали наказний отаман Чорноморського Війська та друг Т. Шевченка Яків Кухаренко (1799–1862 р.р.), голова Верховного суду Кубанського козачого війська Федір Щербина (1849–1936 р.р.), Василь Вареник (1816–1893 р.р., «кубанський Цицерон» — збереглися його промови, наприклад «Мова про хузию» («Розповідь про рушницю»), «Великая пятниця», «Мова, як видкрылы зализный шлях, збудованный вид станыци Тихорецькой до города Катеринодара»), Олександр Півень (збирач місцевого фольклору — «Сим кип брехеньок», «Торба смиху та мишок реготу», «Чорноморськи вытребеньки», «Козацкы жарты та смихи усым людям для втихы»), український та російський фольклорист, член НТШ Митрофан Дикарев («Толки народа: Антихрист, Мышиный царь, Гадюки», «Я давно вже по свиту блукаю»), письменники Степан Шарапа («Козачи кости»), Іван Варавва (перший збірник кубанських пісень «Пісні козаків Кубані: Запис текстів», 1966 р.).
Ще за Російської імперії переписом 1897 р. кубанський говір було віднесено до «малоросійської мови». З 1906 р. у Катеринодарі було засновано відділення «Просвіти». Після Лютневої революції 1917 р. у кубанських школах викладання почали вести українською — у Катеринодарі відкрилися дві українські середні школи, у станиці Полтавській — семінарія для вчителів, стали виходити українські газети (як-от «Кубанська зоря») та абетки.
У час існування Самостійної Кубанської Народної Республіки (16 лютого 1918 р. — 17 березня 1920 р.) відомство народної освіти Кубані налагодило постійні культурні контакти з Україною, на Кубань було запрошено українські просвітницькі організації. Вперше кубанська балачка в українській орфографії (тобто фактично українська літературна мова з включенням місцевих регіоналізмів) почала вивчатися у середніх школах.

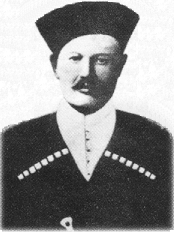
Микола Степанович Рябовіл, голова Кубанської крайової військової Ради самостійної Кубанської Народної Республіки, 1918 — 13 червня 1919

|  | Мачуха доля відірвала наших дідів Запорожців від матернього лона й закинула їх на Кубань. Більше ста літ жили ми тут сиротами по степах, по плавнях, по горах без матернього догляду ... Царі, робили все, щоби вибити з наших голів, з наших душ пам'ять про Україну й любов до Матері. Царі хотіли зробити з нас душогубів, хотіли, щоб ми, коли прийде той слушний час, час визволення України, своїми руками задавили ту волю, щоб ми свої шаблі пополоскали в крові Матері ... Микола Рябовіл, голова Кубанської крайової військової Ради Самостійної Кубанської Народної Республіки, уродженець кубанської станиці Дінська, вітання делегації України у 1917 р. українською мовою — «мовою наших батьків, дідів і прадідів» (рос. «на языке наших отцов, дедов и прадедов») |

З 1920 р. до 1932 р. радянським керівництвом на Кубані провадилася коренізація: відкрито сотні українських шкіл, вузи та технікуми (як-от «Кубанський педагогічний український технікум» у станиці Полтавській), виходило понад 20 україномовних газет (як-от «Червона Газета» з 1926 р.), діяла українська секція при письменницькій організації та три професійні театри, у 1923 р. виникла організація українських кубанських письменників «Гарт» («Кубфільгарт»), філії «Союзу українських пролетарських і сільських письменників Російської Федерації» («Село і Місто») було відкрито у Краснодарі та станиці Полтавській.
Від 30-х р.р. XX ст. українська мова знаходилася на периферії культурного життя Кубані. Офіційно українську мову було заборонено вживати на Кубані з кінця 1932 р. зі згортанням українізації (постанова Сталіна та Молотова «Про припинення українізації»).
|  | Телеграма ЦК про українізацію 18 грудня 1932 р. 1) У триденний термін перевести всі українізовані газети на російську мову. 2) Листівки, брошури, стінгазети, багатотиражки, іншу літературу, що виходила українською мовою, надалі видавати російською мовою. 3) Перевести до першого січня усе діловодство радянських, партійних, колгоспних та інших організацій на російську мову. 4) Радіомовлення українською мовою припинити. 5) Перевести викладання на всіх короткотермінових курсах (учительських, колгоспних, кооперативних та інших), що працюють зараз у районах, на російську мову. 6) Про підготовку до осені 1933 р. переходу шкіл та освіти на російську мову і про порядок перевірки покращення учительського складу українізованих шкіл, Крайкомом будуть дані додаткові вказівки. |

Наприкінці 50-х р.р. XX ст. припинив існування у Краснодарі останній український театральний гурток. На Кубані немає жодної української школи. Українську мову — під назвою «кубанське наріччя» — факультативно вивчають лише в крайовій експериментальній школі народного мистецтва при Кубанському козачому хорі.
Українське телебачення можна дивитися у північній частині Кубані (Темрюк, Єйськ, станиця Старощербинівська, станиця Довжанська). У столиці Кубані Краснодарі і південній частині Краснодарського краю окремі українські телеканали доступні лише через супутник.
Ще у 50-60-х р.р. XX ст. кубанські станиці були україномовними, діти шкільного віку розмовляли лише українською мовою за повної відсутності українських навчальних закладів. Зараз розмовна українська мова вживається лише у станицях, які розташовані на території історичного Чорноморського війська, виключно старшим поколінням («станишниками»). Середнє покоління знає українську мову, але спілкується між собою російською, молодь української мови не знає і часто не розуміє. У закубанських станицях зі змішаним українським та російським населенням усна українська мова зараз майже не вживається. У Краснодарському краї можуть говорити балачкою півмільйона осіб з 5-ти мільйонного населення.
Українську мову на Кубані називають «нашою мовою», «кубанською мовою», «кубанським наріччям», «хуторянським наріччям» або «балачкою» (місцевий варіант української мови, якою говорять по станицях, протиставляють російській мові, поширеній у містах Кубані, говорячи «балакати по-станишному» та «балакати по-городському»). Більшість самих кубанців не визнає того, що місцева говірка є частиною української мови, підкреслюючи, що у «балачці» багато російських слів та слів з мов народів Північного Кавказу.
Таке ставлення до назви «український» пояснюється тим, що кубанці віддавна вважають себе окремою від українців етнічною спільнотою (запорожці, які переселилися на Кубань, часто одружувалися із черкесками; окрім того, воюючи з народами Північного Кавказу, кубанці були представниками центральної російської влади, ототожнювали себе з Росією). Окрім того, після 30-х р.р. XX ст. населення Кубані у паспортах було записано росіянами замість українців.
Імперська позиція російського уряду, підтримувана крайовим керівництвом та російськими науковцями, сприяла поширенню серед населення ідеї про кубанців як окремого субетносу з «особливим діалектом російської мови» й абсолютної його непричетності до української культурно-історичної традиції — ще на початку XX ст., за часів існування Самостійної Кубанської Народної Республіки, кубанці вважали себе окремою, але спорідненою з українцями етнічною групою (Кубанська Законодавча Рада ухвалила резолюцію про приєднання Кубані на федеративних умовах до України).

## Сьогодення
Натепер балачка перебуває в стані цілеспрямованої русифікації, бо на всьому своєму ареалі не має жодного офіційного визнання. Її статус прирівняно до діалектів російської мови. Лексика має чимало російських запозичень, натомість фонетична система та найуживаніші слова лишилися недоторканними. Через низький соціальний статус сфера вживання балачки обмежена літніми станичниками, молоддю практично не вживається. У творчості вживається перш за все у виконанні пісень, як місцевими станичними колективами, так і значного масштабу, як-от краснодарський фольк-гурт Ятришник чи Кубанський козачий хор зі світовою славою.
1998 року українськими та кубанськими вченими спільно було створено і видано друком (наклад — 3000) навчальний посібник-хрестоматію з української літератури КОЗАК МАМАЙ
2010 року було створено книгу для дітей «Кубанская азбука».
Сьогодні балачкою зрідка з'являються заголовки у кубанській пресі, зазвичай у жартівливих матеріалах або коли мова йде про фольклорні колективи. До Міжнародного дня рідної мови 21 лютого 2008 р. один з матеріалів газеты «Краснодарские известия» вийшов під заголовком «Ну шо тоби казать, моя дытына?». На балачку іноді переходить президент Адигеї Аслан Тхакушинов (на одній з пресових конференцій було сказано: «Щоб усі зрозуміли, шо цэ такэ Адыгея, і де вона знаходиться» — рос. «Чтобы все поняли, шо цэ такэ Адыгея и где она находится»).

## Дослідження
Дослідженням українських кубанських говорів займаються вчені філологічного факультету «Кубанського державного університету». Інформацію про українську мову Кубані можна знайти у книжках Петра Ткаченка «Кубанський говір. Спроба авторського словника» (рос. «Кубанский говор. Опыт авторского словаря»), 1998 р., Ольги Борисової «Кубанські говори: матеріали до словника» (рос. «Кубанские говоры: материалы к словарю»), 2005 р., у спеціальному кубанському номері журналу «Пам'ятки України» за 2006 р. (статті довоєнних кубанських мовознавців Івана Шалі та Михайла Садиленка).
Фактично кубанська говірка (як і розмовна мова Стародубщини, Курщини, Подоння, Ставропольщини, Терщини, Надволжя або Жовтого Клину, Поуралля, Тюмені, Омщина, Зеленої України — українських територій поза межами України) є українсько-російським суржиком. Цей суржик спочатку виконував роль засобу побутового спілкування між кубанцями, а згодом перетворився на діалект української мови в рамках степового говору південно-східного наріччя та став обласним койне, яким до 30-х р.р. XX ст. користувалися не лише етнічні українці, а й представники інших етносів, які мешкали в українських станицях та хуторах. Українізація 20-х р.р. на Кубані мала певний вплив на балачку, збагативши її деякими термінами, але з огляду на свою короткотерміновість помітного сліду не залишила. Кубанська говірка має усталену форму (на відміну від суржику в Україні) і до 60-х — 70-ч р.р. XX ст. була засобом внутрішньо-етнічного спілкування.
У лексиці кубанської говірки зустрічаються:
- українські слова: бачити, робити, шукати, кохати, дитина, чоловік, жінка, шкода, дівчина, дякую, після, треба,
- російські слова: самольот — «літак», врач — «лікар»
- українські слова-псевдоросіянізми: город[18] — «місто», оружие, оружжя[19] — «зброя», год[20] — «рік», свадьба — «сватьба», одежда — «одежа», обув — «взуття», «обув'я», «обуванка»
- регіоналізми: вочани — «ночви»,
- старі козацькі слова та вирази: дуб, байда — «човен», діди з моря встають — «з'являються дощові хмари», дурновій, дурногай — «морський вітер», вівсянка — «сорт винограду клерет білий», очамахи, гайдамаки — «парубки з весільного поїзда нареченого», сула — «судак» (риба), шаран — «короп».

Наразі викладання «балачки» у школах Краснодарського краю не ведеться, однак у 2010 р. на російському телебаченні вийшло декілька репортажів про ідею такого викладання — з такою пропозицією виступили викладачі та студенти філологічного факультету «Кубанського державного університету». Для цього викладання балачки повинен дозволити крайовий департамент освіти — такого дозволу наразі немає.
Ідея кодифікувати балачку вперше з'явилася у 2004 р. — краснодарські філологи пропонували почати використовувати балачку у місцевих ЗМІ оскільки багато хто з мешканців краю живе у селі, отже інформація на балачці (включаючи офіційні розпорядження губернатора) буде краще засвоюватися кубанцями. У 1998 р. на Новому телебаченні Кубані (НТК), найбільшій місцевій телерадіокомпанії, регулярно виходила десятихвилинна передача балачкою: диктор на фоні відеоряду озвучував історичні анекдоти та цікаві розповіді, пов'язані з Кубанню.
12 вересня 2010 р. в етнотуристичному комплексі козачої станиці Атамань уперше з великим розмахом пройшов конкурс балачки та «День балачки».
Культурне українське життя на Кубані підтримується, зокрема, «Науковим товариством ім. Шевченка» (головою його краснодарського осередку є Віктор Чумаченко) та «Товариством українців Кубані» (контактна особа — Анатолій Івченко), видається журнал «Вісник». Регіональна влада Краснодарського краю українським організаціям допомоги не надає.
Культуру кубанців в останні роки було описано в книжках «Кубанська Україна» Рената Польового (Київ, 2002 р.), «Українці Кубані та їхні пісні» Н. Супрун-Яремко (Київ, 2005 р.), збірки кубанського фольклору «Вік людський» (Ростов-на-Дону, 2007 р.) та «Рушничок на кілочку» (Ростов-на-Дону, 2004 р.) Володимира Пукіша.

## Орфографія балачки
Балачка законсервувала в собі українську розмовну мову кінця 18 століття, коли відбулося переселення предків кубанців — запорізьких козаків на Кубань. Проте не має практично жодних розбіжностей з літературною українською мовою. Деякі російські політики, аби розірвати зв'язок із запорізьким минулим кубанців та материковою українською мовою, з політичних причин вважають і наполягають на тому, що балачка є діалектом мови російської або принаймні окремою мовою. Із цією метою балачці нав'язують російську абетку. Тому зазвичай для балачки віддають перевагу російській правописній традиції: наприклад, бал. суббота, а не укр. субота, хоча чується лише один звук б, що знайшло відображення в українському правописі.
Існують різні районні варіанти балачки — Кубанська, Донська та Гірська балачка.

## Зразки та порівняння
Порівняння балачки з українською мовою [Архівовано 22 травня 2011 у Wayback Machine.]
Зразок балачки російською графікою:
А грэць його зна! У нас в станыци на нэй кажэ багато людэй, хоч потрошкы йийи и забувають. Ось и я вжэ нэ вмию дужэ швыдко балакать, так, дви-тры фразы кажу, нэ бильш, писля на русскый пэрэстрыбую, бо и в Краснодари дужэ довго вчився, а колы в станыцю вэрнувся, багато позабував.
Українською графікою:
А грець його зна! У нас в станиці на ней каже багато людей, хоч потрошки її й забувають. Ось і я вже не вмію дуже швидко балакать, так, дві-три фрази кажу, не більш, після на русский перестрибую, бо і в Краснодарі дуже довго вчився, а коли в станицю вернувся, багато позабував.
Зразок балачки (Іван Варавва, рецензія до книги Степана Хутірського «Богато ж у нас всяких глупостев»):
|  | И звидкиля ты узявся такий, Степан Хуторской? Так складно балакаешь, такий сичный гумор в тебе, ну, чесне слово, прямо завидки беруть. Всэ у тебе е: и думкы, и смишинки, и сльозинки, и видвага, и гострый, як бритва, язык - отразу выдно, природный ты козак, добрый козак! По нраву ты, Степа, простым людям, и, звычайно, мэни, старому бандурысту. Разом даже лякаюсь: нэ пэрэплюнув бы мэне своимы бувальшинамы. Порой скыдаеся ты на нашего Олександра Пивня, на Козьму Пруткова, на других щирых гумористов, але, по правде сказать, свий у тебэ и голос, и обличче. Твори, любый! Нашим з тобою землякам Слово твое нынче, может, потрибнийше и важливийше самых живительных лекарств. |

Українською мовою:
|  | І звідкіля ти взявся такий, Степане Хутірський? Так складно говориш, такий соковитий гумор у тебе, ну, чесне слово, аж завидки беруть. Все у тебе є: і думки, і смішинки і сльозинки, і відвага, і гостра, як бритва, мова - одразу видно, природжений ти козак, добрий козак! До вподоби ти, Стьопо, простим людям, і, звичайно, мені, старому бандуристу. Часом навіть лякаюсь: не переплюнув би мене своїми бувальщинами. Часом скидаєшся ти на нашого Олександра Півня, на Кузьму Пруткова, на інших щирих гумористів, але, по правді сказати, свої у тебе і голос, і обличчя. Твори, любий! Нашим з тобою землякам Слово твоє нині, може, потрібніше та важливіше самих цілющих ліків. |

Російською мовою:
|  | И откуда ты взялся такой, Степан Хуторской? Так складно говоришь, такой сочный юмор у тебя, ну, честное слово, прямо зависть берет. Все у тебя есть: и мысли, и смешинки и слезинки, и смелость, и острый, как бритва, язык - сразу видно, прирожденный ты казак, добротный казак! По нраву ты, Стёпа, простым людям, и, конечно, мне, старому бандуристу. Порой даже пугаюсь: не переплюнул бы меня своими бывальщинами. Порой смахиваешь ты на нашего Александра Пивня, на Кузьму Пруткова, на других прирожденных юмористов, но, по правде сказать, свои у тебя и голос, и лицо. Твори, дорогой! Нашим с тобой землякам Слово твое нынче, может, нужнее и важнее самих живительных лекарств. |